# Tavolozza cosmetica di Gerzeh
La tavolozza cosmetica di Gerzeh (o anche tavoletta di Hathor) è un importante reperto archeologico egizio, datato attorno al 3500 a.C. La tavolozza è di scisto, estratto dalle cave del Sinai e del Deserto Orientale. È stata trovata in una tomba di Gerzeh, poco lontano da al Lisht, 25 chilometri a sud di Saqqara.
Ha forma di scudo, tipologia comune durante il secondo periodo di Naqada, e mostra una rappresentazione moto stilizzata della testa di una dea, dotata di corna e di orecchie. Si tratta molto probabilmente della prima raffigurazione nota della dea Hathor, che in quel periodo era associata alla cosmologia.

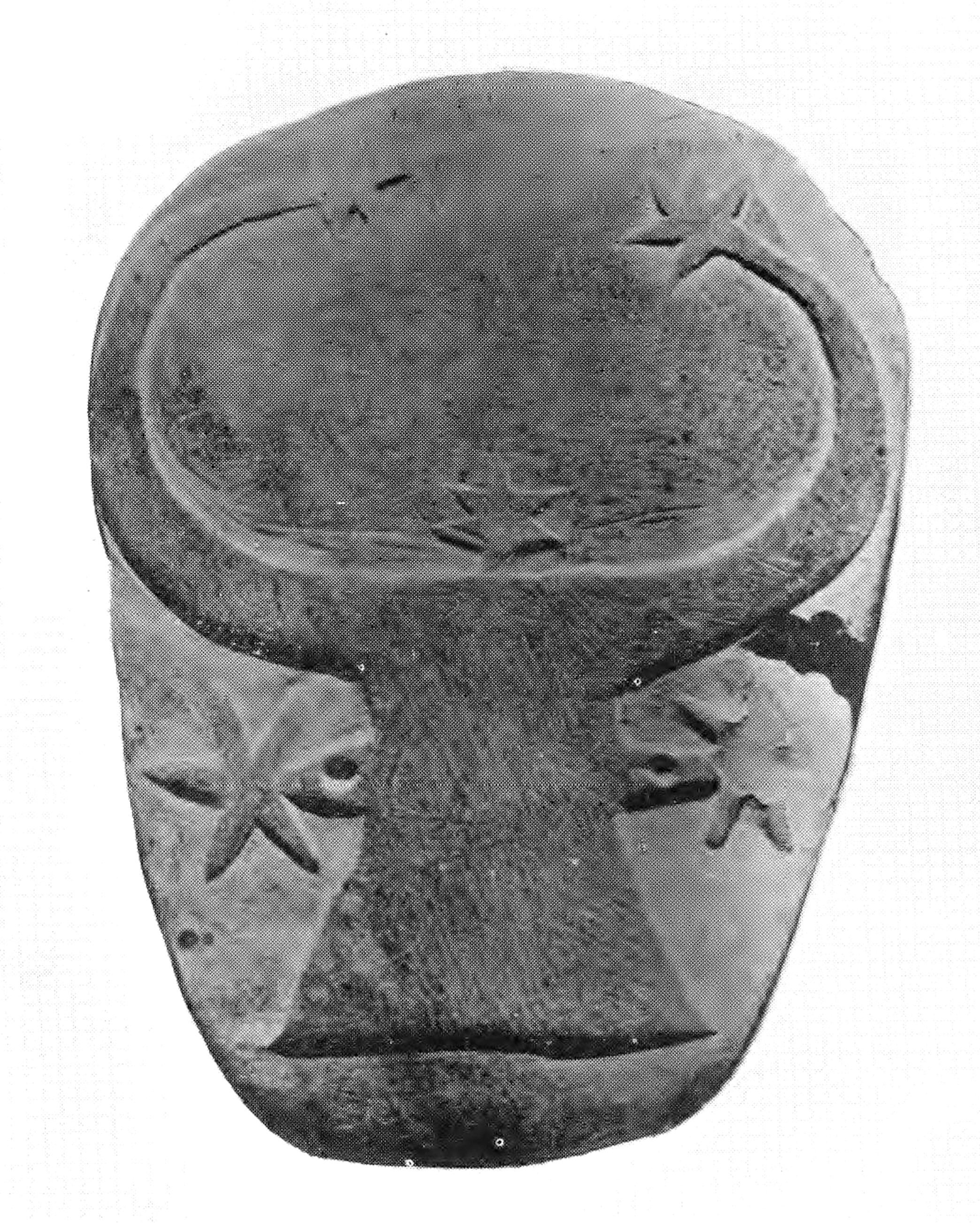

Le corna, ricurve verso l'alto, terminano con due stelle; altre due stelle adornano le orecchie e una quinta è posta tra le corna. Le tavolette zoomorfiche verranno prodotte durante tutto il secondo periodo di Naqada, a forma di pesce, testuggini, elefanti, ippopotami arieti. Inizialmente facevano parte dei corredi funerari, ma successivamente furono usate anche all'interno di templi, dove furono in seguito ritrovate. Da questo si ritiene che avessero anche la funzione di commemorare particolari eventi.
La tavoletta fa parte della collezione permanente del Museo egizio del Cairo.